# Savigny-lès-Beaune
Savigny-lès-Beaune település Franciaországban, Côte-d’Or megyében. Lakosainak száma 1300 fő (2022. január 1.). Savigny-lès-Beaune Bouilland, Beaune, Bouze-lès-Beaune, Aloxe-Corton, Bessey-en-Chaume, Chorey-les-Beaune, Échevronne és Pernand-Vergelesses községekkel határos.

## Népesség
A település népessége az elmúlt években az alábbi módon változott:
| Lakosok száma | 1285 | 1404 | 1422 | 1376 | 1347 | 1315 | 1305 | 1297 | 1288 | 1300 |
|               | 1968 | 1982 | 1999 | 2006 | 2012 | 2015 | 2017 | 2018 | 2020 | 2022 |